# 生达乡
生达乡（藏語：སྲིབ་མདའ་），是中华人民共和国西藏自治区昌都市江达县下辖的一个乡镇级行政单位。

## 行政区划
生达乡下辖以下地区：
格宗村、宁帮村、布特村、洛玛村、色巴村、鲁色村、拉池村、仁达村和日本村。